# Canciones de amor y muerte
Canciones de amor y muerte es el noveno álbum de estudio del cantautor chileno Ángel Parra, lanzado originalmente en 1969.

## Lista de canciones
Toda la música compuesta por Ángel Parra, salvo que se indique lo contrario. 
| Canciones de amor y muerte |                           |                              |          |  |
| N.º                        | Título                    | Música                       | Duración |  |
| 1.                         | «Canción de amor»         |                              |          |  |
| 2.                         | «Un gallo de amanecida»   | Alfonso Reyes                |          |  |
| 3.                         | «Milonga para la lluvia»  |                              |          |  |
| 4.                         | «Dos veces te vi, mujer»  |                              |          |  |
| 5.                         | «Canto a Santiago»        |                              |          |  |
| 6.                         | «Chile»                   | Nicolás Guillén, Ángel Parra |          |  |
| 7.                         | «Eloy»                    |                              |          |  |
| 8.                         | «Habanera del cantor»     |                              |          |  |
| 9.                         | «Compañera»               |                              |          |  |
| 10.                        | «Quisiera volverme noche» |                              |          |  |
| 11.                        | «Paloma pueblo»           |                              |          |  |
| 12.                        | «Canto a Cuba»            |                              |          |  |